# Jü-jüan

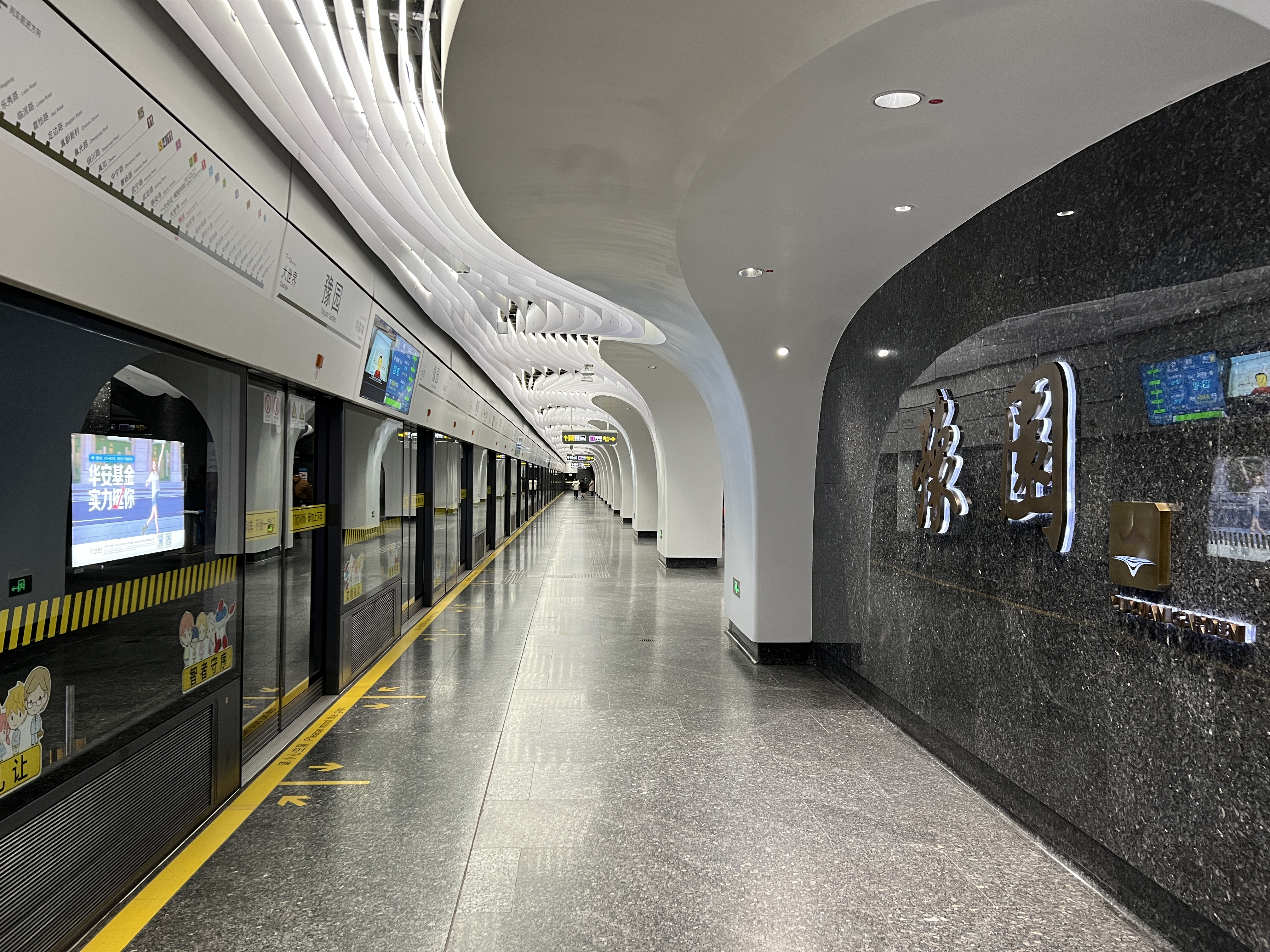
Stanice šanghajského metra Jü-jüan Čan

Jü-jüan Čan (čínsky 豫园站, pchin-jinem Yùyuán Zhàn, doslova stanice zahrady Jü) je stanice linky 10 šanghajského metra. V provozu je od dubna 2010 a pravděpodobně bude v budoucnosti přestupní stanicí mezi linkou 10 a linkou 14.
V září 2011 zde došlo k srážce souprav, při které bylo zraněno více než 270 lidí.